# ソーシャルメディア・ハラスメント
ソーシャルメディア・ハラスメント（和製英語：social media harassment）は、TwitterやFacebookなどのソーシャル・ネットワーキング・サービス（SNS）において、職場や学校などの上下関係を背景に行なわれる嫌がらせ行為。
「ソーシャルハラスメント」、「ソーハラ」と略されることもある。はっきりした定義はないともされているが、パワーハラスメントの一種として説明される。日本語では、もっぱら職場などの環境を前提として限定的に用いられるが、英語で「social media harrassment」「Twitter (Facebook など) harrassment」として言及する場合、より一般的にソーシャルメディアを介した嫌がらせ一般を指す。ここでは日本語における意味について述べる。

## 概説
ソーシャルメディア・ハラスメントはソーシャルメディアを介した嫌がらせ行為であるが、本人に悪気はなくても知らない間に相手に対して迷惑を及ぼしている場合もある。コミュニケーションをとる意図でも度が過ぎると、相手に精神的苦痛を与えてしまったり、職場などでプライベートな話題が取り上げられると迷惑に感じる場合がある。また、「プライベートについて詮索しているのではないか」「SNSでの投稿で行動を常時チェックしているのではないか」という疑念を相手に与えてしまう場合もある。

## 該当する行為の例
職場の部下に「友達申請」を迫ったり、「部下の投稿をチェックして、そのたびに「いいね！」を押したり、コメントしたり」する行為や「自分の投稿に対する反応を部下に求め」る行為、また、「ソーシャルメディアへの投稿の内容を踏まえて、職場などでの会話につなげるといった行為はソーシャルメディアハラスメントにあたる」とされる。
こうしたハラスメント行為は2012年頃から相談機関への相談が目立つようになったとされる。2012年2月にFacebook利用者を対象に行われた調査によると、職場関係者に限定した設問ではないが「友達申請が来て困った経験がある」という回答が、回答者全体の約42パーセント、女性では54パーセントに達しており、「比較的立場の弱い若年層や女性に悩んでいる人が多い」とする分析もある。2013年3月にインターネット上で行なわれた調査によると、22パーセントの回答者が上司に「いいね！」やコメントを強要されたことがあるという。

## 報道
- SPA! - ハーレムシェイクを「大流行「ハーレムシェイク」を日本人がやると非難殺到!?」という記事の中のインタビューで、「結婚式のくだらない余興の練習みたいなやつ見せられて」、「見知らぬ会社の忘年会に無理やり引きずり込まれた印象。完全にソーシャルハラスメントですよこれは」と報道している[8]。